# Hidrocenomicrolita
La hidrocenomicrolita és un mineral de la classe dels òxids que pertany al grup de la microlita.

## Característiques
La hidrocenomicrolita és un òxid de fórmula química (◻,H₂O)₂Ta₂(O,OH)₆(H₂O). Va ser aprovada com a espècie vàlida per l'Associació Mineralògica Internacional l'any 2011. La seva duresa a l'escala de Mohs és 5.
L'exemplar que va servir per a determinar l'espècie, el que es coneix com a material tipus, es troba conservat a les col·leccions mineralògiques del museu de geociències de l'Institut de Geociències de la Universitat de São Paulo (Brasil), amb el número de registre: dr725.

## Formació i jaciments
Va ser descoberta a la mina Volta Grande, situada a la localitat de Nazareno, a Minas Gerais (Brasil). També ha estat descrita en una altra localitat brasilera: la pegmatita d'Alto do Giz, a Rio Grande do Norte. Aquests dos indrets són els únics de tot el planeta on ha estat descrita aquesta espècie mineral.